# 29 Arietis
29 Arietis, som är stjärnans Flamsteed-beteckning, är en trippelstjärna belägen i den mellersta delen av stjärnbilden Väduren. Den har en kombinerad skenbar magnitud på ca 6,00 och är mycket svagt synlig för blotta ögat där ljusföroreningar ej förekommer. Baserat på parallaxmätning inom Hipparcosuppdraget enligt Gaia Data Release 2 på ca 34,9 mas, beräknas den befinna sig på ett avstånd på ca 94 ljusår (ca 29 parsek) från solen. Den rör sig bort från solen med en heliocentrisk radialhastighet av ca 9 km/s.

## Egenskaper
Primärstjärnan 29 Arietis A är en gul till vit stjärna i huvudserien av spektralklass F7 V. Den har en massa som är ca 1,1 solmassor, en radie som är ca 1,6 solradier och utsänder ca 3,3 gånger mera energi än solen från dess fotosfär vid en effektiv temperatur av ca 6 100 K.
Den centrala delen av 29 Arietis utgörs av en snäv spektroskopisk dubbelstjärna med en vinkelseparation av 3,992 mas, en halv storaxel av 0,15692 ± 0,00086 AE, en omloppsperiod på 19,4 dygn och en excentricitet på 0,4. I cirkulation kring paret med en vinkelseparation på 1,422  bågsekunder och en omloppsperiod av 164 år ligger en andra följeslagare med en massa som är cirka hälften av solens massa.